# Ашли Барти
Ашли Барти (на английски: Ashleigh Barty) е австралийска професионална тенисистка.

## Биография
Ашли Барти е родена на 24 април 1996 г. в австралийския град Ипсуич.
Нейни треньори са Джейсън Столтънбърг и Джим Джойс. Баща ѝ се казва Робърт, а майка ѝ – Джоуси. Има две сестри – Али и Сара.
Започва да играе тенис на 5-годишна възраст, когато родителите ѝ я запознали със спорта. Посещава училището Woodcrest State College в Бризбейн.
Обича да чете, да играе видео игри, и риболов.
Най-високото ѝ класиране в ранглистата за жени на WTA на сингъл e 129-о място, постигнато на 30 септември 2013 г., а на двойки – 12-о.
Барти има 3 финала на двойки на турнирите от Големия шлем.